# Кібік-Кордонське родовище мармуру
Кібік-Кордонське родовище мармуру — найбільше в Росії родовище високодекоративного мармуру, розташоване в Хакасії біля Соленогорська.
Відоме з XIX століття.

## Характеристика
Видобуток мармуру ведеться відкритим способом. Балансові запаси мармуру 65,6 млн м³ (1984). Продуктивна товща залягає серед метаморфіччних сланців протерозойської доби і утворює лінзу субширотного простягання і крутого падіння (60-70о). Загальна протяжність мармурової товщі 18 км при потужності від 600—1000 м. Основні фізико-механіччні константи мармуру: середня густина 2,73, тимчасовий опір стисненню (в сухому стані) 74 МПа, водопоглинання 0,07 %, стираність 0,72-1,32 г/см².

## Технологія розробки
Видобуток блоків ведеться за двухстадійною схемою з використанням установок канатного розпилювання, верстатів рядкового буріння, камнерізних машин. Потужність кар'єру 15 тис.м³ блоків на рік (1984). Вихід блоків з гірничої маси 22-33 %.